# Tudom, ki ölt meg
A Tudom ki ölt meg (eredeti cím: I Know Who Killed Me) 2007-ben bemutatott amerikai pszichothriller, melyet Chris Sivertson rendezett. A főbb szerepekben Lindsay Lohan, Julia Ormond, Neal McDonough és Brian Geraghty látható. 
Az Amerikai Egyesült Államokban 2007. július 27-én mutatták be a mozikban. A film kritikai és bevételi szempontból is megbukott: a 28. Arany Málna-gálán nyolc kategóriában jelölték, ebből hét díjat meg is nyert.

## Történet
Aubrey Fleminget elrabolja és megkínozza egy sorozatgyilkos, de a lány túléli a megpróbáltatásait. Családjához hazatérve azonban még nincs vége a kálváriájának: tagadja, hogy őt Aubrey-nak hívják, azt állítva, hogy az ő neve Dakota. Vajon csak egy poszt-traumatikus állapotról van szó, vagy ennél sokkal sötétebb, borzalmasabb dolog áll a lány tudathasadása mögött?

## Szereplők
| Színész           | Szerep                       | Magyar hang        |
| ----------------- | ---------------------------- | ------------------ |
| Lindsay Lohan     | Aubrey Fleming / Dakota Moss | Bogdányi Titanilla |
| Julia Ormond      | Susan Fleming                | Orosz Anna         |
| Neal McDonough    | Daniel Fleming               | Rosta Sándor       |
| Brian Geraghty    | Jerrod Pointer               | Markovics Tamás    |
| Garcelle Beauvais | Julie Bascome ügynök         | Kerekes Andrea     |
| Spencer Garrett   | Phil Lazarus ügynök          | Tarján Péter       |
| Gregory Itzin     | Dr. Greg Jameson             | Balázsi Gyula      |
| Jessica Lee Rose  | Marcia                       | Molnár Ilona       |
| Megan Henning     | Anya                         | Vadász Bea         |
| Bonnie Aarons     | Fat Teena                    | Ősi Ildikó         |
| Kenya Moore       | Jazmin                       |                    |
| Rodney Rowland    | Kenny Scaife                 | nem szólal meg     |
| Thomas Tofel      | Douglas Nordquist            | Galbenisz Tomasz   |

## Díjak és jelölések
Arany Málna díj
| Díj                  | Kategória                          | Jelölt(ek)                       | Eredmény |
| -------------------- | ---------------------------------- | -------------------------------- | -------- |
| 28. Arany Málna-gála | legrosszabb film                   | Frank Mancuso Jr. és David Grace | Elnyerte |
| 28. Arany Málna-gála | legrosszabb rendező                | Chris Sivertson                  | Elnyerte |
| 28. Arany Málna-gála | legrosszabb női főszereplő         | Lindsay Lohan és Lindsay Lohan   | Elnyerte |
| 28. Arany Málna-gála | legrosszabb női mellékszereplő     | Julia Ormond                     | Jelölve  |
| 28. Arany Málna-gála | legrosszabb forgatókönyv           | Jeff Hammond                     | Elnyerte |
| 28. Arany Málna-gála | legrosszabb filmes páros           | Lindsay Lohan és Lindsay Lohan   | Elnyerte |
| 28. Arany Málna-gála | legrosszabb remake vagy koppintás  | –                                | Elnyerte |
| 28. Arany Málna-gála | legrosszabb ürügy horrorfilmre     | –                                | Elnyerte |
| 30. Arany Málna-gála | az évtized legrosszabb filmje      | –                                | Jelölve  |
| 30. Arany Málna-gála | az évtized legrosszabb színésznője | Lindsay Lohan                    | Jelölve  |